# Ellie Mamahara
Ellie Mamahara (jap. 麻々原 絵里依 Mamahara Erī; ur. 26 marca 1966) – japońska mangaka i ilustratorka urodzona w prefekturze Hyōgo, w Japonii. Jej twórczość obejmuje głównie mangi z gatunku shōnen-ai. Artystka posiada charakterystyczny w swojej twórczości styl rysowania.

## Twórczość

### Mangi
- Funky City Bad Time (1990 – debiut; wyd. Kadokawa Shoten; 1 tom)
- J1 (1991; action, drama, scifi.; wyd. Kadokawa Shoten; 2 tomy)
- FAKE (1991-1996; shōjo, action; wyd. Kadokawa Shoten ; 3 tomy)
- Shuyurōkaku (jap. 須臾楼閣) (1992; fantasy; wyd. Kadokawa Shoten; 1 tom)
- Love Terrorist (jap. ラブ・テロリスト Rabu Terorisuto) (1993-1994; shōjo, shōnen-ai; wyd. Kadokawa Shoten; 4 tomy)
- Tasogare no Himegimi (jap. 黄昏の姫君) (1994; historical; wyd. Kadokawa Shoten; 2 tomy)
- WARNING (1995-1996; wyd. Kadokawa Shoten; 3 tomy)
- Je t'aime Scandale (jap. ジュテーム・スキャンダル Jutēmu Sukyandaru) (1996; shōnen-ai; wyd. Kadokawa Shoten; 1 tom)
- Himitsu no Otōsan (jap. ひみつのおとうさん) (1997; wyd. Kadokawa Shoten; 1 tom)
- AQUADOM (1997-1998; action, geika, fantasy, mecha, shōjo, shōnen-ai; wyd. Kadokawa Shoten; 4 tomy)
- Sweet Blood (1999; mystery, shōjo, supernatural; wyd. Kadokawa Shoten; 2 tomy)
- Darling, I Love You! (2000; shōnen-ai; wyd. Tokuma Shoten; 1 tom)
- Hitokui no Taki ~Rinshō Hanzaigakusha Himura Hideo no Field Not~ (jap. 人喰いの滝　～臨床犯罪学者・火村英生のフィールドノート Hitokui no Taki ~Rinshō hanzaigakusha himurahideo no fīrudonōto~) (2000; shōnen-ai; wyd. Kadokawa Shoten; 1 tom), w skład wchodzą cztery oddzielne tytuły:
  - Hitokui no Taki (jap. 人喰いの滝)
  - Shuiro no Kenkyū Yūhigaoka Satsujinjiken (jap. 朱色の研究 夕陽丘殺人事件)
  - Shuiro no Kenkyū Karekinan Satsujinjiken (jap. 朱色の研究 枯木灘殺人事件)
  - 201 Gōshitsu no Saiyaku (jap. 201号室の災厄)
- Hanafubuki Dengei Yarō (jap. 花吹雪デンゲイ野郎) (2000; shōnen-ai, shōjo; wyd Kadokawa Shoten; 2 tomy)
- Last Target (jap. ラスト・ターゲット Rasuto Tāgetto) (2001; shōnen-ai; wyd. Tokuma Shoten; 1 tom)
- Gokuraku Cafe (jap. 極楽カフェ Gokuraku Kafe; tytuł alternatywny: Paradisse Cafe lub Cafe Paradiso) (2002; shōnen-ai; wyd. Tokuma Shoten; 2 tomy)
- Macaroni (jap. マカロニ Makaroni) (2004; geika, historical; wyd. Tokuma Shoten; 2 tomy)
- From Dusk till Dawn (2004; mistery, shōnen-ai; wyd. Shinshokan; 1 tom)
- Hatsukoi Yokochō (jap. 初恋横丁; tytuł alternatywny: Alley of First Love Love) (2006; shōnen-ai; wyd. Tokuma Shoten; 1 tom)
- Yakyū Tengoku (jap. 野球天国; tytuł alternatywny: Baseball Heaven) (2006; shōnen-ai, spocon; wyd. Tokuma Shoten; 1 tom)
- Deep Black (2007; action, drama, mystery, shōnen-ai; wyd. Tokuma Shoten; 1 tom)
- Double Cast (jap. ダブルキャスト Daburu Kyasuto) (2007; yaoi; wyd. Shinshokan; 1 tom)
- Geshuku Biyori (jap. 下宿日和) (2007; shōnen-ai; wyd. Tokuma Shoten; 1 tom)
- VARNISH (2007; comedy, shōjo, shōnen-ai; wyd. Shinshokan; 1 tom)
- Kigurumi Planet (jap. きぐるみプラネット Kigurumi Puranetto) (2008; comedy, fantasy, shōnen-ai; wyd. Tokuma Shoten; 2 tomy)
- Kayashimashi no Yūga na Seikatsu (jap. 茅島氏の優雅な生活) (2009; drama, yaoi; wyd. Houbunsha; 1 tom – seria trwa)
- Pretty Babies (2011; yaoi; wyd. Shinshokan; 1 tom)
- Awa to yokubō (jap. 泡と欲望) (2012; yoai, romans)